# Санта Кристина Валгардена
Санта Кристина Валгардена (итал. Santa Cristina Valgardena) је насеље у Италији у округу Болцано, региону Трентино-Јужни Тирол.
Према процени из 2011. у насељу је живело 1477 становника. Насеље се налази на надморској висини од 1529 м.

## Становништво
Према резултатима пописа становништва 2011. у општини је живело 1.871 становника.
| 1931. | 1936. | 1951. | 1961. | 1971. | 1981. | 1991. | 2001. | 2011. |
| ----- | ----- | ----- | ----- | ----- | ----- | ----- | ----- | ----- |
| 986   | 1.043 | 1.212 | 1.306 | 1.494 | 1.567 | 1.598 | 1.738 | 1.871 |

## Партнерски градови
- Лопаре-Лабуцка (Република Српска)